# Modalen
Modalen este o comună din provincia Hordaland, Norvegia.